# Dynamo : Magicien de l'impossible
Dynamo : Magicien de l'impossible est une émission de téléréalité sur Discovery Channel, qui suit la vie de Steven Frayne, un magicien-illusionniste, mieux connu sous son nom de scène Dynamo. En 2012, la téléréalité a été nommée dans la catégorie du programme de divertissement le plus populaire à la 17e cérémonie des National Television Awards. En France, l'émission est diffusée depuis 2015 sur RMC Découverte et depuis 2016 sur Discovery Science.

## Concept
Dynamo est un magicien britannique. Il part pour un tour du monde à la rencontre d’anonymes dans la rue. Il prend un plaisir à piéger et à impressionner les participants lors de ses tours de magie.

## Émissions
| Saison | Saison | Épisodes             | Début            | Fin                                |
| ------ | ------ | -------------------- | ---------------- | ---------------------------------- |
|        | 01     | 04 + 01 Spécial Noël | 7 juillet 2011   | 28 juillet 2011 + 28 décembre 2011 |
|        | 02     | 04                   | 5 juillet 2012   | 26 juillet 2012                    |
|        | 03     | 04                   | 11 juillet 2013  | 1er août 2013                      |
|        | 04     | 04                   | 4 septembre 2014 | 25 septembre 2014                  |

## Épisodes

### Saison 1 (2011)
1. Titre français inconnu (Angleterre, Part I)
2. Titre français inconnu (Angleterre, Part II)
3. Titre français inconnu (Miami)
4. Titre français inconnu (Los Angeles)

### Saison 2 (2012)
1. Titre français inconnu (Venise)
2. Titre français inconnu (Rio de Janeiro, Part I)
3. Titre français inconnu (Rio de Janeiro, Part II)
4. Titre français inconnu (Rio de Janeiro, Part III)

### Saison 3 (2013)
1. Dans l'œil du cyclone (New York)
2. Sea, sex and magic (Ibiza)
3. Detour En Afrique Du Sud (Afrique Du Sud)
4. Escale Vip (Royaume-Uni)

### Saison 4 (2014)
1. Titre français inconnu (Californie)
2. Titre français inconnu (India)
3. Titre français inconnu (Paris)
4. Titre français inconnu (Bradford)